# Schwetzochromis neodon
Schwetzochromis neodon è l'unico membro conosciuto del genere Schwetzochromis. È una specie di ciclidi endemica della Repubblica Democratica del Congo, dove è stato osservato solamente nel fiume Fwa, nel bacino del fiume Congo. Può raggiungere una lunghezza di 10.7 centimetri (lunghezza standard).